# Освіта у Багачевому
Освіта у Багачевому представлена закладами дошкільної та загальної середньої (шкільної) освіти.
Освітою в межах міста обласного підпорядкування керує Відділ освіти Багачевської міської ради — 20250, м. Багачеве, вул. Сонячна, 23; т.: (04740) 62318; vatmvo@ukr.net, сайт), керівником якого є Бурбело Сергій Михайлович.
Управлінню підпорядковуються 4 дитячих садочки та 4 загальноосвітні школи.

## Дошкільна освіта
| №  | Назва       | Тип          | Вид        | Персонал | Дітей | Адреса                |
| -- | ----------- | ------------ | ---------- | -------- | ----- | --------------------- |
| 6  | «Світлячок» | загальний    | ясла-садок | 28       | 107   | вул. Сонячна, 4       |
| 7  | «Сонечко»   | комбінований | ясла-садок | 51       | 217   | вул. Миру, 3А         |
| 8  | «Зірочка»   | загальний    | ясла-садок | 30       | 130   | вул. Є. Іванченка, 1б |
| 11 | «Теремок»   | загальний    | ясла-садок | 30       | 103   | вул. Кривошеї, 1б     |

## Загальна середня освіта
| Назва                       | Ступені | Учні | Персонал | Адреса                      |
| --------------------------- | ------- | ---- | -------- | --------------------------- |
| Багачевський ліцей №1       | І-ІІІ   | 344  | 50       | вул. Захисників України, 44 |
| Багачевський ліцей №2       | І-ІІІ   | 646  | 76       | вул. Миру, 5а               |
| Багачевська початкова школа | І-ІІІ   | 294  | 43       | просп. Незалежності, 8      |
| Багачевська гімназія №1     | І-ІІІ   | 393  | 50       | вул. Волонтерів, 2          |